# Acquazzoni in montagna
Acquazzoni in montagna è una commedia di Giuseppe Giacosa. Venne rappresentata per la prima volta al Teatro Valle di Roma il 20 febbraio 1876, dalla compagnia Ciotti-Marini.
Il lavoro è dedicato «a Vittorio Bersezio».

## Trama
La vicenda ha luogo presso l'Hôtel du Mont-Rose a Gressoney.

### Atto primo
Baldassarre e Garbini si trovano a Gressoney in villeggiatura. Garbini progetta una pericolosa escursione al Monte Rosa con la guida svizzera Steiger. Baldassarre gli confida che sta corteggiando Livia, giovane vedova alla cui mano aspira il dottor Orazio. Garbini, caro amico e cugino della moglie di Baldassarre, Emilia, cerca di dissuaderlo.
Livia è infastidita dalle premure di Baldassarre, alla cui corte non è interessata. Quando, tramite un cameriere, Livia riceve una lettera in cui Baldassarre le propone un appuntamento notturno, nota che la lettera non è firmata e decide di giocare uno scherzo al fastidioso spasimante, facendo pervenire la lettera a Emilia, nella speranza che sia lei a recarsi al convegno col suo stesso marito. Ma Livia non sa che Emilia è interessata a Garbini: Emilia ricevendo la lettera crede che questa provenga da Garbini, il quale invece rifugge la corte della donna e non ne capisce i sottintesi quando si rivedono. Anche Orazio è messo in sospetto dagli atteggiamenti di Livia, e si convince che Garbini la stia insidiando.

### Atto secondo
Garbini è partito per l'escursione in piena notte, ma è bastato un forte acquazzone a fargli passare la voglia di scalare il Monte Rosa ed è subito rientrato, con gran divertimento della guida e del cameriere Carletto, ai quali chiede di dire agli altri che non si è svegliato in tempo.
Lo stesso acquazzone ha fatto saltare il convegno amoroso notturno. Baldassarre ed Emilia vi si sono recati, l'uno all'insaputa dell'altra, ma è scoppiato il temporale che li ha fatti fuggire quando quasi stavano per parlarsi.
Quando tutti si ritrovano il mattino seguente, la scoperta dello scialle bagnato di Emilia e del cappello bagnato e malamente asciugato al fuoco di Garbini fa nascere una serie di malintesi. Baldassarre si convince che Emilia sia uscita per incontrare Garbini, Emilia pensa che Garbini la stesse aspettando, Orazio immagina una tresca tra Livia e Garbini. Garbini, preso nel vortice di equivoci senza capirne le ragioni, comincia a sospettare che l'acqua che si beve di Gressoney faccia impazzire.
È infine Livia a risolvere la situazione. Dopo avere imposto ad Orazio di chiederle scusa per i cattivi pensieri, mostra a tutti la lettera di Baldassarre, dicendo che l'aveva mostrata ad Emilia e che questa, riconosciuta la calligrafia del marito, aveva deciso di recarsi all'appuntamento per sorprenderlo. Baldassarre, ignorando che Emilia sperava di incontrare Garbini, resta un momento sorpreso poi pensa che questo gesto dimostri quanto la moglie gli vuole bene.